# Xoridesopus dominator
Xoridesopus dominator là một loài tò vò trong họ Ichneumonidae.